# Detritivora
Genre
Detritivora est un genre d'insectes lépidoptères américains de la famille des Riodinidae.

## Dénomination
Le nom Detritivora leur a été donné par Jason Piers Wilton Hall et Donald J. Harvey (d) en 2002.

## Liste d'espèces
Selon BioLib (22 novembre 2020) :
- Detritivora argyrea (Bates, 1868)
- Detritivora ariquemes (Harvey & Hall, 2002) ; présent au Brésil.
- Detritivora barnesi (Hall & Harvey, 2001) ; présent au Mexique et en Équateur.
- Detritivora brasilia (Harvey & Hall, 2002) ; présent au Paraguay et au Brésil.
- Detritivora breves (Harvey & Hall, 2002) ; présent au Brésil.
- Detritivora cacaulandia (Harvey & Hall, 2002) ; dans l'ouest de l'Amazonie.
- Detritivora callaghani (Hall & Harvey, 2001) ; présent en Colombie.
- Detritivora caryatis (Hewitson, 1866) ; présent au Brésil.
- Detritivora cleonus (Stoll, [1782]) ; présent en Guyane, en Guyana, au Surinam et au Venezuela.
- Detritivora cuiaba (Harvey & Hall, 2002) ; présent au Brésil.
- Detritivora gallardi (Hall & Harvey, 2001) ; présent en Guyane, en Guyana et au Brésil.
- Detritivora gynaea (Godart, [1824]) ; présent au Brésil.
- Detritivora hermodora (C. & R. Felder, 1861) ; présent au Costa Rica en Colombie et au Venezuela.
- Detritivora humaita (Harvey & Hall, 2002) ; présent au Brésil.
- Detritivora ipiranga (Harvey & Hall, 2002) ; présent au Venezuela et au Brésil.
- Detritivora iquitos (Harvey & Hall, 2002) ; présent  en Colombie, en Équateur, au Brésil et au Pérou.
- Detritivora ma (Harvey & Hall, 2002) ; présent  au Venezuela, en Colombie, en Équateur,  en Bolivie, au Brésil et au Pérou.
- Detritivora major (Lathy, 1932) ; présent en Équateur et au Pérou.
- Detritivora manicore (Harvey & Hall, 2002) ; présent au Brésil.
- Detritivora manu (Harvey & Hall, 2002) ; présent en Bolivie et au Pérou.
- Detritivora matic (Harvey & Hall, 2002) ; présent  en Colombie, en Équateur, au Brésil et au Pérou.
- Detritivora maues (Harvey & Hall, 2002) ; présent au Brésil.
- Detritivora negro (Harvey & Hall, 2002) ; présent au Venezuela et au Brésil.
- Detritivora palcazu (Harvey & Hall, 2002) ; au Pérou.
- Detritivora rocana (Harvey & Hall, 2002) ; présent au Brésil.
- Detritivora santarem (Harvey & Hall, 2002) ; présent au Brésil.
- Detritivora smalli (Hall & Harvey, 2001) ; présent  à Panama, en  Colombie et en Équateur
- Detritivora tapajos (Harvey & Hall, 2002) ; présent au Brésil.
- 'Detritivora tefe (Harvey & Hall, 2002) ; au Brésil et au Pérou.
- Detritivora zama (Bates, 1868) ; présent en Bolivie, au Venezuela et dans toute l'Amazonie.